# Sebastián Orresta
Sebastián Orresta (Tafi Viejo, Tucumán, 6 de mayo de 1993) es un baloncestista argentino que se desempeña como base en Quimsa del Liga Nacional de Básquet de Argentina. 

## Trayectoria
Formado en la cantera de Talleres de Tafí Viejo, fue reclutado por Lanús, donde haría su debut como profesional en 2010. Luego de dos años, fue cedido a Estudiantes de Concordia para actuar en el Torneo Nacional de Ascenso. Allí llegó con la intención de ser el base subrogante del equipo, pero la salida sorpresiva de Facundo Sucatzky poco antes de comenzar la temporada le permitió desempeñarse como el armador titular del conjunto entrerriano. Luego de conquistar el campeonato y lograr el ascenso, Orresta regresó a Lanús.
Tras un año y medio en el club bonaerense, se desvinculó de la institución y arregló en los últimos días de noviembre de 2014 su retorno a Estudiantes de Concordia.
El 29 de junio del 2018 se confirma su llegada al Club Ferro Carril Oeste para disputar la temporada 2018-19 como reemplazo de Franco Balbi. Se produjo así su reencuentro con el entrenador Hernán Laginestra, quien lo dirigiera durante tres años en Estudiantes de Concordia. Dos años después, en agosto de 2020, se efectuó su incorporación a Club de Gimnasia y Esgrima.
Luego de tres temporadas en el club patagónico en las que llegó a actuar como capitán del equipo, Orresta dejó su país para fichar con el Fortaleza Basquete Cearense del Novo Basquete Brasil.
En Brasil disputó dos temporadas como titular de su equipo, pero en julio de 2025 retornó a la Argentina como fichaje de Quimsa.

## Selección nacional
Orresta debutó con la selección de básquetbol de Argentina en el año 2021, en el marco de las eliminatorias para la Copa Mundial de Baloncesto de 2023. 

## Vida personal
Es primo de Iván Gramajo, quien también es baloncestista profesional.